# Leptocleidia
Leptocleidia es un clado de plesiosauroides. El grupo fue instaurado en 2007 con el nombre de Leptocleidoidea. Aunque fue establecido como un clado, el nombre Leptocleidoidea implica que se trata de una superfamilia. Leptocleidoidea está situado dentro de la superfamilia Plesiosauroidea, por lo que fue reemplazado por Leptocleidia por Hilary F. Ketchum y Roger B. J. Benson (2010) para evitar confusiones entre rangos. Leptocleidia es un taxón basado en nodos que fue definido por Ketchum y Benson como "Leptocleidus superstes, Polycotylus latipinnis, su más reciente ancestro común y todos sus descendientes".